# Antoni Cieszyński
Antoni Cieszyński (Oleśnica, 31 de maio de 1882 – Leópolis, 4 de julho de 1941) foi um médico, dentista e cirurgião polonês. É reconhecido como fundador da odontologia na Polônia.
Foi professor, diretor do Instituto de Odontologia da Universidade de Leópolis. Foi morto no Massacre dos professores de Leópolis.